# 科林基夫齊
48°24′47″N 26°7′46″E / 48.41306°N 26.12944°E
科林基夫齊（烏克蘭語：Колінківці）是位於烏克蘭西南部的村莊，由切爾諾夫策州切爾諾夫策區的托波里夫齊市鎮負責管轄。該村處於羅基特納河畔，海拔高度217米，2001年該村落人口5,245。